# Hermannia salviifolia
Hermannia salviifolia är en malvaväxtart som beskrevs av Carl von Linné d.y.. Hermannia salviifolia ingår i släktet Hermannia och familjen malvaväxter.

## Underarter
Arten delas in i följande underarter:
- H. s. grandistipula
- H. s. oblonga